# 1984 (1956)
1984 [„Neunzehnhundertvierundachtzig“] (englischer Originaltitel: 1984 [“Nineteen Eighty-Four”]) ist ein in Schwarzweiß gedrehter britischer dystopischer Science-Fiction-Film von Michael Anderson aus dem Jahr 1956. Es handelt sich hierbei um die dritte Filmadaption des gleichnamigen Romans von George Orwell.

## Handlung
Nach einem verheerenden atomaren Krieg im Jahr 1965 ist die Erde in die drei Weltreiche Ostasien, Eurasien und Ozeanien aufgeteilt, die sich in einem anhaltenden Krieg miteinander befinden: Im Reich Ozeanien herrscht ein totalitärer Polizeiapparat, der vom „Großen Bruder“ gelenkt wird, der sich öffentlich, abgesehen von seinem Gesicht auf Plakatwänden und im Fernsehen, nicht zeigt. London, die ehemalige Hauptstadt Großbritanniens, ist im Jahr 1984 die Hauptstadt Ozeaniens und Sitz der staatslenkenden, nicht näher benannten, „Partei“, die alle Bürger auf ihre Staatstreue überwacht. Winston Smith arbeitet als Angestellter für das „Wahrheitsministerium“, das beständig historische Dokumente und Publikationen revidiert, um historische und nahe zurückliegende Ereignisse in einem dem sich ständig im Krieg mit einem der anderen Machtblöcke befindlichen System konformen Sinne darzustellen.
Winston zweifelt an der Rechtmäßigkeit des Staates, der seine Bewohner auch in ihren Wohnungen mit Kameras überwacht, und liest heimlich Bücher. Er beginnt eine Liebesbeziehung mit Julia, die auch gegen das System opponiert (allein ihre Beziehung stellt schon ein Verbrechen dar, da sexuelle Kontakte zwischen den Geschlechtern nur zum Zweck der Fortpflanzung gestattet sind). Sie vertrauen sich dem Parteifunktionär O’Connor (im Roman: O’Brien) an, einem weiteren vermeintlich Oppositionellen. Als Winston und Julia, die ja der „Anti-Sex-Liga“ angehört, vom Vermieter des Zimmers, in dem sie sich regelmäßig treffen, verraten werden, stellt sich heraus, dass O’Connor in Wahrheit Kritikern des Systems auf der Spur ist. Winston widersteht zunächst der Folter der Regierung; erst als man ihn seiner Angst vor Ratten aussetzt, verrät er seine Ideale. Dieser Verrat bringt ihm die körperliche Freiheit zurück, aber seine Persönlichkeit ist gebrochen. Als er Julia zufällig wiedertrifft, gestehen sich die beiden den Verrat und dass die Folter ihre Liebe zerstört hat.
Das folgende Ende unterscheidet sich in der US- und der UK-Version: Die US-Version, die auch in die deutschen Kinos kam, weicht deutlich von der Buchvorlage ab; Winston schreit während der folgenden öffentlichen Propagandameldung „Nieder mit dem großen Bruder!“ und wird erschossen, Julia ist entsetzt und versucht zu ihm zu kommen, nur um Momente später ebenfalls erschossen zu werden. Die originale UK-Version hingegen bleibt näher an der Vorlage und lässt, nachdem Winston und Julia einer Gehirnwäsche unterzogen wurden, Winston während der Propagandameldung sich den jubelnden Massen anschließen, mit lauthalsigem „lang lebe der Große Bruder!“ Der Film-Beobachter sieht die amerikanisch-deutsche Kinofassung von Orwells Roman als „Verfälschung und Verharmlosung der geistreichen Vision der vollkommenen Diktatur“ an.

## Hintergrund
Obwohl in Großbritannien gedreht und überwiegend mit britischen Darstellern besetzt, wurden für die Hauptrollen zwei amerikanische Darsteller verpflichtet, Edmond O’Brien und Jan Sterling.
Zum nah an dem Roman angelegten Schluss, an dem Winstons und Julias Liebe zerstört und Winston zum loyalen Staatsbürger „umfunktioniert“ wird, existiert ein alternatives Ende. In diesem begegnen sich Winston und Julia wieder und rufen, in einem letzten verzweifelten Akt der Rebellion: „Nieder mit dem Großen Bruder!“. Eine Polizeipatrouille erschießt daraufhin beide auf offener Straße. Dieses Finale wurde gemäß Georg Seeßlen und Hahn/Jansen für den amerikanischen Markt gedreht, wohingegen Phil Hardy und die Internet Movie Database es der britischen Fassung zuordnen. In den westdeutschen Kinos, in denen der Film am 7. Juni 1957 startete, wurde das Ende mit der Tötung der Protagonisten gezeigt.
Wie die frühere Verfilmung von Farm der Tiere wurde auch 1984 heimlich von der Central Intelligence Agency finanziert. Sie nahm Einfluss auf das Drehbuch, indem sie, unter Missachtung der Anweisungen Orwells, dass die Handlung nicht verändert werden dürfe, das Ende veränderte.

## Kritiken
„Die Filmversion von 1984 ist ziemlich profan und zeigt nur wenig den Horror von Orwells Staat.“ – Parish/Pitts: The Great SF Pictures
„Aus der gegenwartsnahen Zukunftsvision des Romans […] wird im Film durch das langatmige Bohren an einigen wenigen Schreckensszenen eine vergleichsweise harmlose Moritat […] Schlimmer konnte der Film sein Thema nicht vertun.“ – Filmbeobachter
„George Orwells Vorlage [wird] auf die Maße eines Actionfilms zurechtgestutzt, und das kalte Grauen des Romans ist einer eher sentimentalen Betrachtung der Ohnmacht des einzelnen gewichen.“ – Georg Seeßlen: Kino des Utopischen
„Eine vereinfachte Version des Buches, die den Ideen, die dieses auszeichnen, wenig Beachtung schenkt.“ – Phil Hardy (Hrsg.): The Aurum Film Encyclopedia – Science Fiction
„Nachdenklich stimmende Version von George Orwells Zukunftsroman.“ – Leonard Maltin
„Die Verfilmung – zuweilen frappierend und interessant im Detail – hat nicht die visionäre Kraft des Romans. Andererseits ist die Handlungskonstruktion zu intellektuell und abstrakt, als daß schlichte Kinospannung und Interesse aufkommen könnten.“ – Lexikon des internationalen Films
Die Evangelische Filmgilde kürte den Film im Juni 1957 zum Film des Monats.

## Weitere Adaptionen
Die erste Adaption des Romans in Spielfilmlänge unter Mitwirkung von Nigel Kneale als Drehbuchautor war eine Fernsehfassung der britischen BBC, die 1954 ausgestrahlt wurde. Bereits in dieser TV-Fassung ist der Schauspieler Donald Pleasence erstmals in einer Verfilmung von Orwells Roman zu sehen. Die Hauptrolle als Winston Smith spielt hierbei Peter Cushing. Bereits 1953 lief eine 50-minütige Fassung des US-amerikanischen Fernsehsenders CBS im Rahmen der Serie Westinghouse Studio One, u. a. mit dem Schauspieler Lorne Greene (der später mit der Western-TV-Serie Bonanza berühmt wurde). Eine weitere Fernsehfassung lief 1965 in der BBC im Rahmen der Serie Theater 625. Im „Orwell-Jahr“ 1984 wurde der Roman von Michael Radford unter dem gleichen Titel erneut fürs Kino verfilmt. 2023 wurde der Roman unter dem Titel 1984 von Diana Ringo verfilmt.

## Nachweise
1. 1 2  Georg Seeßlen: Kino des Utopischen. Geschichte und Mythologie des Science-fiction-Films, Rowohlt, Reinbek bei Hamburg 1980.
2. ↑  Ronald M. Hahn, Volker Jansen: Lexikon des Science Fiction Films, 5. Auflage, Wilhelm Heyne Verlag, München 1992.
3. ↑  Phil Hardy (Hrsg.): The Aurum Film Encyclopedia – Science Fiction, Aurum Press, London 1991.
4. ↑  1984 in der Internet Movie Database.
5. 1 2  1984 im Lexikon des internationalen Films.
6. ↑  Laurence Zuckerman: How the C.I.A. Played Dirty Tricks With Culture. In: The New York Times. 18. März 2000, archiviert vom Original am 20. März 2015; abgerufen am 18. Januar 2025 (englisch).
7. ↑  Nigel Morris: Keeping It All in the (Nuclear) Family: Big Brother, Auntie BBC, Uncle Sam and George Orwell’s Nineteen Eighty-Four. In: Frame Cinema Journal. Archiviert vom Original am 11. Mai 2019; abgerufen am 18. Januar 2025 (englisch).
8. 1 2  Zitiert nach: Ronald M. Hahn, Volker Jansen: Lexikon des Science Fiction Films.
9. ↑  „[…] a simplified version of the book that pays little heed to the ideas that make it so significant a work.“ – Phil Hardy (Hrsg.): The Aurum Film Encyclopedia – Science Fiction.
10. ↑  „Thought-provoking version of George Orwell's futuristic novel.“ – Leonard Maltin's 2008 Movie Guide, Signet/New American Library, New York 2007.
11. ↑  Film des Monats: Juni 1957. In: Jury der Evangelischen Filmarbeit. Abgerufen am 18. Januar 2025.
12. ↑  IMDB zur BBC-Version von 1984
13. ↑  IMDB zur US-TV-Version von 1984